# Amomum ampliflorum
Amomum ampliflorum là một loài thực vật có hoa trong họ Gừng. Loài này được Yun Hong Tan và Hong Bo Ding mô tả khoa học đầu tiên năm 2019.

## Từ nguyên
Tính từ định danh ampliflorum nghĩa là hoa lớn hơn.

## Đặc điểm
Amomum ampliflorum tương tự như A. maximum, A. dealbatum và A. odontocarpum ở chỗ có hoa màu trắng, nhưng khác ở chỗ có cụm hoa dài hơn và hoa lớn hơn nhiều.

## Phân bố
Loài này có ở bang Kachin, Myanmar. Môi trường sống là rừng núi cao nhiệt đới, ở độ cao khoảng 850-1.000 m (2.800-3.300 ft). Ra hoa tháng 4-5.